# Zlatko Trpkovski
Zlatko „Sladdi“ Trpkovski (* 1. Januar 1976 in Nördlingen) ist ein deutscher Kfz-Mechaniker und Sänger nordmazedonischer Abstammung, der im Jahr 2000 mit seiner Teilnahme an der ersten deutschen Staffel der Fernsehshow Big Brother vorübergehend eine sehr hohe Bekanntheit erlangte.

## Leben und Karriere
Trpkovski wuchs in Nattheim, einer Gemeinde bei Heidenheim an der Brenz, auf. Zusammen mit zwölf anderen Teilnehmern nahm der damals 24-Jährige an der ersten Staffel von Big Brother teil, die am 28. Februar 2000 begann. Dort erlangte er vor allem durch sein Auftreten und geringes Allgemeinwissen einen hohen Bekanntheitsgrad und wurde schnell zu einem Publikumsliebling. Dennoch wurde er nach 41 Tagen, am 9. April, per Zuschauerabstimmung aus dem Big-Brother-Container herausgewählt, nachdem er gegen den späteren Zweitplatzierten Jürgen Milski hatte antreten müssen.
Trotz seines Ausscheidens erfreute sich Trpkovski auch danach hoher Popularität und versuchte sich anschließend als Partyschlagersänger. Im Mai 2000 veröffentlichte er mit Ich vermiss’ dich wie die Hölle seine erste Single und konnte damit auf Anhieb einen Nummer-eins-Hit landen, der mit 3 × Gold ausgezeichnet wurde. Nach dem Ende der Big-Brother-Show am 9. Juni nahm er mit seinem ehemaligen Mitbewohner Milski die Single Großer Bruder auf, die ebenfalls Platz eins der Charts erreichte und wieder mit Platin ausgezeichnet wurde. Mitte Juli 2000 veröffentlichte er mit Ich bleibe wer ich bin sein eigenes Album, das in Zusammenarbeit mit Bob Arnz und Christoph Siemons entstand, die für sein Album die Liedtexte schrieben. Den Sommer und Herbst 2000 über hatte er eine starke Medienpräsenz und war Gast bei zahlreichen Fernsehshows, unter anderem bei stern TV, Boulevard Bio, der Harald Schmidt Show und TV total. Auch im offiziellen Big-Brother-Computerspiel Big Brother – The Game ist er als spielbare Figur enthalten.
Zwischenzeitlich wussten laut einer Umfrage 75 Prozent aller Deutschen, wer „Zlatko“ ist. Aufgrund seiner Bekanntheit bekam er mit Zlatkos Welt eine eigene Doku-Soap auf dem Fernsehsender RTL II, in der ihn die Kamera bei der Vorbereitung seiner Auftritte begleitete. Die Sendung wurde jedoch nach der sechsten Folge nicht weiter produziert. Im Herbst 2000 entstand ein Kinofilm mit ihm in der Hauptrolle, die Krimikomödie Mr. Boogie (einzige Regiearbeit der Produzentin Vesna Jovanoska, unter anderem auch mit Sunnyi Melles und Ivan Desny). Trpkovski spielte darin einen Privatdetektiv, der von einer reichen Frau beauftragt wird, die Leiche ihres Geliebten unauffällig verschwinden zu lassen. Der Kinofilm sollte im Dezember 2000 in die Kinos kommen, wurde jedoch aufgrund eines Rechtsstreits zwischen Produzenten und Verleihfirma nicht veröffentlicht. Zur Weihnachtszeit desselben Jahres war er mit einer Coverversion von Jingle Bells auf dem Sampler Weihnachten mit Big Brother zu hören.
Im Frühjahr 2001 nahm Trpkovski mit dem Lied Einer für alle an der deutschen Vorentscheidung für den Eurovision Song Contest 2001 in Kopenhagen teil. Er erreichte unter zwölf Teilnehmern den sechsten Platz und wurde vom Publikum ausgepfiffen, woraufhin er mit den Worten „Vielen herzlichen Dank, ihr Fotzköpfe!“ von der Bühne ging. Dieser Auftritt, der von zehn Millionen Fernsehzuschauern verfolgt worden war, markierte das Ende seiner starken Medienpräsenz.
Nachdem Trpkovski danach noch einige Zeit in Wesseling bei Köln gelebt hatte, war er zumindest bis 2007 wieder in seiner schwäbischen Heimat ansässig und in seinem alten Beruf als Kfz-Mechaniker tätig. Einem Interview zufolge steht er auch nicht mehr mit seinem ehemaligen Freund und Big-Brother-Mitbewohner Milski in Kontakt. In der Big Brother live Show auf SIXX am 6. Oktober 2015 bestätigte Milski dem Moderator Jochen Bendel, dass er schon seit 2001 keinen Kontakt mehr zu Trpkovski habe.
19 Jahre nach seiner Erstteilnahme kehrte Trpkovski zu Big Brother zurück und war im August 2019 Kandidat der 7. Staffel von Promi Big Brother. Nach acht Tagen wurde er von seinen Mitbewohnern nominiert und am 17. August von den Zuschauern aus der Sendung herausgewählt.

## Diskografie

### Studioalben
| Jahr | Titel Musiklabel                     | Höchstplatzierung, Gesamtwochen, AuszeichnungChartplatzierungen (Jahr, Titel, Musiklabel, Platzierungen, Wochen, Auszeichnungen, Anmerkungen) | Höchstplatzierung, Gesamtwochen, AuszeichnungChartplatzierungen (Jahr, Titel, Musiklabel, Platzierungen, Wochen, Auszeichnungen, Anmerkungen) | Höchstplatzierung, Gesamtwochen, AuszeichnungChartplatzierungen (Jahr, Titel, Musiklabel, Platzierungen, Wochen, Auszeichnungen, Anmerkungen) | Anmerkungen                        |
| Jahr | Titel Musiklabel                     | DE | AT | CH | Anmerkungen                        |
| ---- | ------------------------------------ | --- | --- | --- | ---------------------------------- |
| 2000 | Ich bleibe wer ich bin Endemol (BMG) | DE7 (11 Wo.)DE | AT26 (6 Wo.)AT | CH27 (5 Wo.)CH | Erstveröffentlichung: 6. Juli 2000 |

### Singles
| Jahr | Titel Album                                              | Höchstplatzierung, Gesamtwochen, AuszeichnungChartplatzierungen (Jahr, Titel, Album, Platzierungen, Wochen, Auszeichnungen, Anmerkungen) | Höchstplatzierung, Gesamtwochen, AuszeichnungChartplatzierungen (Jahr, Titel, Album, Platzierungen, Wochen, Auszeichnungen, Anmerkungen) | Höchstplatzierung, Gesamtwochen, AuszeichnungChartplatzierungen (Jahr, Titel, Album, Platzierungen, Wochen, Auszeichnungen, Anmerkungen) | Anmerkungen                                                         |
| Jahr | Titel Album                                              | DE | AT | CH | Anmerkungen                                                         |
| ---- | -------------------------------------------------------- | --- | --- | --- | ------------------------------------------------------------------- |
| 2000 | Ich vermiss’ Dich (wie die Hölle) Ich bleibe wer ich bin | DE1 ×3Dreifachgold · (15 Wo.)DE | AT1 Gold · (14 Wo.)AT | CH5 (14 Wo.)CH | Erstveröffentlichung: 25. April 2000 Verkäufe: + 750.000            |
| 2000 | Großer Bruder Ich bleibe wer ich bin                     | DE1 Platin · (16 Wo.)DE | AT5 (16 Wo.)AT | CH8 (11 Wo.)CH | Erstveröffentlichung: 13. Juni 2000 Verkäufe: + 800.000; mit Jürgen |
| 2000 | Ich bleibe wer ich bin                                   | DE94 (1 Wo.)DE | — | — | Erstveröffentlichung: 4. September 2000                             |
| 2000 | Pack die Koffer –                                        | DE54 (5 Wo.)DE | — | — | Erstveröffentlichung: 11. Dezember 2000                             |
| 2001 | Einer für alle –                                         | DE79 (2 Wo.)DE | — | — | Erstveröffentlichung: 19. Februar 2001                              |

## „Shakesbier“
Nachdem Trpkovski im Big-Brother-Container erklärt hatte, den englischen Dichter William Shakespeare nicht zu kennen, ließ sein Management von der Brauerei Iserlohn GmbH ein Bier mit dem Namen „Shakesbier“ brauen. Es wurde nach sechs Monaten wegen geringer Verkaufszahlen vom Markt genommen.